# COSAFA Senior Challenge 2008
Die zwölfte Ausgabe des COSAFA Cup fand 2008 zum ersten Mal unter seiner neuen Bezeichnung COSAFA Senior Challenge vom 26. Juli bis zum 3. August 2008 in Südafrika statt. Acht Mannschaften aus dem südlichen Afrika spielten hier um den Titel des „Meisters des südlichen Afrikas“. Südafrika gewann seinen dritten Titel. Die Vorrunde fand vom 19. bis zum 24. Juli in Südafrika statt.
Angola trat mit einer U-20-Nationalmannschaft an. Südafrika entschied sich für eine „Development XI“-Mannschaft. Die Spiele beider Mannschaften wurden deshalb nicht in die FIFA-Weltrangliste gewertet.

## Spielmodus
Die 6 der 14 teilnehmenden Ländern, die im April 2008 die höchsten Platzierungen in der FIFA-Weltrangliste innehatten, waren für die Endrunde automatisch qualifiziert. Dies galt für: Angola, Sambia, Südafrika, Mosambik, Simbabwe und Botswana. Die restlichen acht Teilnehmer spielten in der Qualifikation in 2 Gruppen je vier Mannschaften gegeneinander. Die Gewinner der Gruppenspiele qualifizierten sich für das Turnier. Die Endrunde wurde im K.-o.-System ausgespielt.

## Vorrunde/Qualifikation

### Gruppe A
Die Spiele der Gruppe A vom 19. bis zum 23. Juli 2008 im Atlantic Stadion in eMalahleni in Südafrika statt.
| Pl. | Land       | Sp. | S | U | N | Tore    | Diff. | Punkte |
| --- | ---------- | --- | - | - | - | ------- | ----- | ------ |
| 1.  | Madagaskar | 3   | 2 | 1 | 0 | 004:300 | +1    | 07     |
| 2.  | Swasiland  | 3   | 1 | 2 | 0 | 003:200 | +1    | 05     |
| 3.  | Seychellen | 3   | 1 | 1 | 1 | 008:200 | +6    | 04     |
| 4.  | Mauritius  | 3   | 0 | 1 | 2 | 002:100 | −8    | 01     |

|               |   |            |           |
| 19. Juli 2008 |   |            |           |
| Madagaskar    | – | Swasiland  | 1:1 (0:1) |
| 19. Juli 2008 |   |            |           |
| Mauritius     | – | Seychellen | 0:7       |
| 21. Juli 2008 |   |            |           |
| Madagaskar    | – | Seychellen | 1:1 (1:0) |
| 21. Juli 2008 |   |            |           |
| Mauritius     | – | Swasiland  | 1:1 (1:0) |
| 23. Juli 2008 |   |            |           |
| Madagaskar    | – | Mauritius  | 2:1       |
| 23. Juli 2008 |   |            |           |
| Seychellen    | – | Swasiland  | 0:1       |

### Gruppe B
Die Spiele der Gruppe B fanden vom 20. bis zum 24. Juli 2007 im Lilian Ngoyi Stadion in Secunda in Südafrika statt.
| Pl. | Land    | Sp. | S | U | N | Tore    | Diff. | Punkte |
| --- | ------- | --- | - | - | - | ------- | ----- | ------ |
| 1.  | Namibia | 3   | 2 | 1 | 0 | 005:100 | +4    | 07     |
| 2.  | Malawi  | 3   | 2 | 0 | 1 | 002:100 | +1    | 06     |
| 3.  | Lesotho | 3   | 1 | 1 | 1 | 002:200 | ±0    | 04     |
| 4.  | Komoren | 3   | 0 | 0 | 3 | 000:500 | −5    | 0      |

|               |   |         |           |
| 20. Juli 2008 |   |         |           |
| Komoren       | – | Namibia | 0:3 (0:1) |
| 20. Juli 2008 |   |         |           |
| Lesotho       | – | Malawi  | 0:1       |
| 22. Juli 2008 |   |         |           |
| Komoren       | – | Malawi  | 0:1       |
| 22. Juli 2008 |   |         |           |
| Lesotho       | – | Namibia | 1:1       |
| 24. Juli 2008 |   |         |           |
| Komoren       | – | Lesotho | 0:1       |
| 24. Juli 2008 |   |         |           |
| Malawi        | – | Namibia | 0:1       |

## Endrunde

### Viertelfinale
Die Viertelfinalbegegnungen fanden im Atlantic Stadion in eMalahleni am 26. Juli und im Lilian Ngoyi Stadion in Secunda am 27. Juli statt.
|               |   |            |                |
| 26. Juli 2008 |   |            |                |
| Angola        | – | Madagaskar | 0:1            |
| 26. Juli 2008 |   |            |                |
| Südafrika     | – | Namibia    | 1:0            |
| 27. Juli 2008 |   |            |                |
| Botswana      | – | Mosambik   | 0:2            |
| 27. Juli 2008 |   |            |                |
| Sambia        | – | Simbabwe   | 0:0, 5:4 i. E. |

### Halbfinale
Die Halbfinalbegegnungen fanden im Thulamahashe Stadion in Bushbuckridge statt.
|               |   |          |     |
| 30. Juli 2008 |   |          |     |
| Madagaskar    | – | Mosambik | 1:2 |
| 30. Juli 2008 |   |          |     |
| Südafrika     | – | Sambia   | 1:0 |

### Spiel um Platz 3
Das Spiel um Platz 3 fand am 3. August im Thulamahashe Stadion in Bushbuckridge statt.
|                |   |        |     |
| 3. August 2008 |   |        |     |
| Madagaskar     | – | Sambia | 0:2 |

### Finale
| Paarung        | Südafrika – Mosambik |
| Ergebnis       | 2:1 (1:0) |
| Datum          | 3. August 2008 |
| Stadion        | Thulamahashe Stadion, Bushbuckridge |
| Schiedsrichter | Mbongiseni Fakudze ( Eswatini) |
| Tore           | 1:0 Marcelino Franch (18.), 2:0 Marcelino Franch (60.), 2:1 Txuma (89.) |
| Südafrika      | Jacob Mokhasi – Mzondi Mthomben, Rooi Mohamutsa, Ramahlwe Mphahlele, Thapelo Tshilo, Mashiane Phadu, Lefa Tsutsulupa (Thulane Ngcepe), Bridget Motha, Mark McVeigh, Marcelino Franch (Lethola Mofokeng), Petrus Mahlatsi (Klaas Galane) Cheftrainer: Serame Letsoaka |
| Mosambik       | Marcelino – Campira, Faife (Txuma), Whisky, Mexer, Carlitos (Rudy), Danito, Momed Hagi, Edgar, Josimar (Alvariuto), Tico-Tico Cheftrainer: Mart Nooij |